# شركة فيرد
شركة فيرد هي شركة نرويجية قابضة تمتلك ملكية جزئية في الشركات العاملة في الصناعة والتمويل بالإضافة إلى محفظة عقارية. يعمل بالشركة 75 موظفًا ويملكها يوهان إتش أندرسن وابنتيه كاتارينا وألكسندرا ؛  تأسست عام 2001. وتملك المجموعة أيضا عددا من المشاريع وحيازات الأسهم الخاصة .
اسم الشركة فيرد هو كلمة نرويجية تعني رحلة .

## ملكية
تتكون محفظة فيرد ، من بين أمور أخرى ، من ممتلكات خاصة في:
- سويكس
- إيلوباك
- ميسترجروبن
- انترويل
- ايبيل
- ذاكري
- مجموعة سيرفي
- فورست ميديسينسك لابوراتوريوم
- مجموعة إنفوستجنستر

## روابط خارجية
- Ferd (موقع الشركة)